# Prehistoria
Prehistoria, prahistoria (łac. præ – przedrostek oznaczający uprzedniość, „przed”, „wcześniej”) – najdłuższy okres dziejów ludzkości, od pojawienia się na Ziemi człowieka zręcznego, do powstania pisma. Badanie tego okresu możliwe jest jedynie metodami archeologicznymi. Na terenach Afryki zaczyna się około 2,5 mln lat temu razem z pojawieniem się Homo habilis, na terenie Europy około 1 mln lat temu, natomiast na innych terenach z momentem pojawienia się człowieka rozumnego. Dzieli się na sześć podstawowych epok – daty w nawiasach nakładają się na siebie, ze względu na to, że na różnych terenach epoki te zaczynały się i kończyły w różnym czasie:
- epoka kamienia – (ok. 2 mln lat – 3400/2000 p.n.e.)
  - paleolit – (ok. 2 mln lat – ok. 11000 p.n.e.)
  - mezolit – (ok. 10000 – ok. 5000 p.n.e.)
  - neolit – (ok. 9000 – ok. 3400/2000 p.n.e.)
- eneolit/chalkolit/epoka miedzi – (ok. 6000 – ok. 3400/2000 p.n.e.)
- epoka brązu – (ok. 3400 – ok. 1200/750 p.n.e.)
- epoka żelaza – (ok. 1200 p.n.e. do starożytności).

Powyższa datacja jest próbą zniwelowania różnic wynikających z asynchronizmu rozwojowego, czyli nierównomiernego rozwoju różnych obszarów w tym samym czasie. Na przykład mezolit wystąpił tylko na ziemiach europejskich, a w Mezopotamii po paleolicie nastał od razu neolit. Epoka żelaza na ziemiach polskich rozpoczęła się ok. 750 r. p.n.e. (datę ustalono dzięki badaniom w osadzie kultury łużyckiej w Biskupinie), w obu Amerykach dopiero po 1492, zaś w Australii dopiero na przełomie XVIII i XIX w. Stosowana przez polskich naukowców chronologia obejmuje terytoria Niżu Środkowoeuropejskiego.
Występujący na ziemiach europejskich eneolit na ziemiach Bliskiego Wschodu przyjmuje nazwę chalkolitu i pokrywa się z okresem powstawania pierwszych organizmów protopaństwowych. Nie wszyscy prehistorycy uznają eneolit/chalkolit za autonomiczny okres prehistorii, wielu uznaje go za schyłkowy etap neolitu.
Prehistoria (prahistoria) kończy się wraz z wynalezieniem pisma, co dla każdej kultury działo się w innym momencie. Pismo powstało jako daleka konsekwencja rewolucji neolitycznej, która poprzez zwiększenie ilości produkowanej żywności spowodowała występowanie nadwyżek produktów rolniczych i przemysłowych oraz zmianę struktury społecznej i przejście z ustroju rodowego na klasowy, co determinowało sporządzanie spisów administracyjnych i inwentaryzacyjnych. Niektóre kultury nie poznały nigdy pisma; żyjące w ten sposób obecnie lub do niedawna noszą nazwę kultur pierwotnych.
Badaniem prehistorii (prahistorii) zajmuje się archeologia pradziejowa. Szczególnym jej działem, zajmującym się badaniem szczątków kostnych wymarłych człekokształtnych i człowiekowatych jest paleoantropologia i antropologia fizyczna.

## Różnice między prahistorią a prehistorią
Terminy „prahistoria” i „prehistoria” nie są całkiem jednoznaczne. Przedrostek „pra-” nie oznacza uprzedności, tak jak przedrostek „pre-”, lecz wskazuje na kontynuację. Podkreśla tym samym nierozerwalność prahistorii i historii. Od lat panują spory odnośnie do nazewnictwa omawianej epoki. Nazwę „prahistoria” promuje głównie poznański ośrodek naukowy, który wykazuje jego większą poprawność językową (Instytut Prahistorii Uniwersytetu im. Adama Mickiewicza). Termin „prehistoria” forsują przede wszystkim naukowcy krakowscy, którzy powołują się na tradycję przedwojenną. Prahistoria, z definicji, obejmuje okres od pojawienia się hominidów (ok. 7 mln lat temu), natomiast prehistoria także bezpośrednio poprzedzający to wydarzenie okres geologiczny.